# Bernard Quilfen
Bernard Quilfen (Argenteuil, 20 aprile 1949 – 29 gennaio 2022) è stato un ciclista su strada e dirigente sportivo francese.
Professionista tra il 1976 ed il 1981, vinse una tappa al Tour de France.

## Carriera
Diventò professionista all'inizio del 1976 con la Gitane-Campagnolo di Maurice Champion e Cyrille Guimard, squadra in cui resterà per tutta la carriera, fino al 1981. Partecipò a cinque edizioni del Tour de France, con una vittoria di tappa nel 1977, a un'edizione della Vuelta a España e a un Giro d'Italia. Dopo il ritiro fu direttore sportivo della Renault-Elf dal 1982 al 1995 (attraverso numerosi cambi di sponsor) e della Cofidis dal 1997 al 2011.

## Palmarès
- 1975 (Dilettanti, una vittoria)

Paris-Vailly-sur-Sauldre
- 1977 (Gitane-Campagnolo, una vittoria)

14ª tappa Tour de France (Besançon > Thonon-les-Bains)

### Altri successi
- 1977 (Gitane-Campagnolo)

Criterium di Pontoise

## Piazzamenti

### Grandi Giri
- Giro d'Italia

1980: 67º
- Tour de France

1977: fuori tempo massimo (17ª tappa)
1978: 58º
1980: eliminato (19ª tappa)
- Vuelta a España

1978: 46º

### Classiche monumento
- Milano-Sanremo

1979: 85º
- Parigi-Roubaix

1979: 20º
- Liegi-Bastogne-Liegi

1977: 22º